# Arecurius
Arecurius (oder Aericuros) war ein keltischer Gott, der in der Nähe des Hadrianswalls in Britannien verehrt wurde. Er wurde mit dem römischen Apollon oder Mercurius gleichgesetzt und wird als männliches Gegenstück zur Göttin Aericura angesehen. Als solcher wird er in einer Inschrift eines Altar-Steines in Coriosopitum (Corbridge, Northumberland) erwähnt (DEO ARECVRIO APOLLINARIS CASSI VSLM).
Nach MacKillop bedeutet der Name Arecurius „der vor dem Stamm steht“, „der den Stamm anführt“.